# Mr. és Mrs. Smith (film)
A Mr. és Mrs. Smith (eredeti cím: Mr. and Mrs. Smith) 2005-ben bemutatott amerikai akció-vígjáték Doug Liman rendezésében. A címszereplőket Brad Pitt és Angelina Jolie alakítják.

## Cselekmény
|  | Alább a cselekmény részletei következnek! |

Egy átlagosnak tűnő házaspár - John Smith és Jane Smith - egy párkapcsolat-terápián vesznek részt, ahol a pszichológus a szokásos kérdéseket teszi fel nekik: mióta házasok? Hol és hogyan ismerkedtek meg? Milyen a szex?
A történet „5 vagy 6 évvel” korábbra ugrik vissza az időben, ahhoz a naphoz, amikor John és Jane Kolumbiában megismerkedtek. A kolumbiai rendőrség az egyedül közlekedő turistákat fokozottan ellenőrzi, ezért John és Jane hirtelen elhatározásból „párt alkotnak”. Majd pár héttel később össze is házasodnak.
Mindketten úgy tudják, hogy a másiknak tisztes polgári foglalkozása van: Jane számítógépes specialista, John pedig építészmérnök. Ez azonban csak a fedőtörténet, ugyanis mindketten bérgyilkosok, de más cégnél dolgoznak.
Egyik alkalommal egy fontos túszt kellene kiiktatni egy lakatlan, sivatagos területen, mielőtt az őt szállító konvoj eléri az USA déli határát. Balszerencséjükre a munkát mindkét cég elvállalja, így a terepen kiderül számukra, hogy egy konkurens cég megbízottja is dolgozik az ügyön, így fegyvereikkel egymás ellen fordulnak és a megbízást egyikük sem tudja teljesíteni. John egy vállról indítható rakétával kilövi a másik kalyibáját, ahol megtalál egy összeroncsolódott laptopot. Egy számítógépes szervizben kiderítik számára nem csak a gép gyártóját és beszállítóját, hanem még a New York-i vevő cég nevét és címét is. Odaérkezve John megdöbbenve tapasztalja, hogy a cég vezetője a felesége. Hazaérve gyanakodni kezd az asszonyra, aki a munkahelyén nyomozást indít az ismeretlen konkurens ellen, akit megbízója szerint 48 órán belül „el kell takarítania”. Egy szándékosan elejtett borosüveg miatt (Jane reflexszerűen elkapja, mielőtt leesne a padlóra, majd szándékosan leejti) lövöldözni kezdenek egymásra - de komolyabban egyikük sem sérül meg - majd szenvedélyesen szeretkeznek.
John barátja szerint (aki maga is bérgyilkos) „a túsz kiiktatása” akció azt a célt szolgálta, hogy egymásnak ugrassza őket, tehát valójában ők maguk a célpontok, akiket mindkét cég holtan akar látni.
John és Jane elhatározza, hogy nem fognak életük végéig menekülni az üldözők elől (ráadásul külön-külön, mert úgy több esélyük lenne), hanem harcolni fognak. Első lépésként kiszabadítják és elrabolják a túszt, aki megerősíti John barátjának teóriáját, miszerint ő csak csali volt (és még jelenleg is az, mert egy jeladó van a nadrágszíjába rejtve). A motelt, ahová a túszt vitték, 1 percen belül kommandósok, helikopterek, rendőrautók veszik körbe, azonban sikerül elmenekülniük, majd a közelben egy otthon-lakberendezési és barkács áruházba törnek be, ahol a nagy számú kommandós megtámadja őket és heves tűzharc tör ki. A kommandósok hullanak, mint a legyek John és Jane pontos lövései nyomán, de ők maguk is megsérülnek, bár mindketten speciális golyóálló mellényt viselnek (ami nem csak a mellkast, hanem a vállat is védi és csillogó felülete van, mint egy lovagi páncélnak). Az utolsó kommandós elestével elcsendesedik a helyszín.
A történetet a párkapcsolat-terápia újabb ülése zárja le, ahol John 10-esre értékeli a szexuális életüket.
|  | Itt a vége a cselekmény részletezésének! |

## Szereplők
| Szerep                         | Színész          | Magyar hang      |
| ------------------------------ | ---------------- | ---------------- |
| John Smith                     | Brad Pitt        | Selmeczi Roland  |
| Jane Smith                     | Angelina Jolie   | Kéri Kitty       |
| Eddie, John barátja            | Vince Vaughn     | Kassai Károly    |
| Jasmine, Jane egyik munkatársa | Kerry Washington | Bognár Gyöngyvér |
| Benjamin Danz, a csalétek túsz | Adam Brody       | Előd Álmos       |
| Házassági tanácsadó            | William Fichtner | Jakab Csaba      |